# U-Bahnhof Sant’Agostino
Der U-Bahnhof Sant’Agostino ist ein unterirdischer Bahnhof der U-Bahn Mailand. Er befindet sich unter der Piazza Sant’Agostino.

## Historie und Bauwerk
Der Bahnhof wurde am 30. Oktober 1983, innerhalb der Verlängerung vom U-Bahnhof Cadorna zum U-Bahnhof Porta Genova, eröffnet.
Aufgrund beengter Platzverhältnisse halten die Züge in zwei unterschiedlichen Ebenen, die sich übereinander befinden. Damit konnte das Unterqueren von Gebäuden verhindert werden. Zeitgleich stellte die gewählte Variante eine Lösung für das Probleme auf der M3 dar, dort befinden sich die Tunnel innerhalb der Altstadt ebenfalls übereinander.
Der Bahnhof ist einer der tiefsten Stationen des gesamten U-Bahnnetzen Mailands, was u. a. zu häufigen Wassereinbrüchen in den Tunnel führt. Aus diesem Grund wurden Pumpen installiert, um Überschwemmungen oder Flutungen von Tunnelabschnitten zu verhindern. Er verfügt darüber hinaus über einen Treppenlift sowie Blindenleitsystem und ist somit barrierefrei erreichbar.

## Anbindung
Es besteht die Möglichkeit in die Straßenbahnlinien 10 und 14 der Straßenbahn Mailands umzusteigen.
| Linie | Verlauf |
| ----- | --- |
|       | Cologno Nord – Cologno Centro – Cologno Sud – Gessate – Cascina Antonietta – Gorgonzola – Villa Pompea – Bussero – Cassina de’ Pecchi – Villa Fiorita – Cernusco sul Naviglio – Cascina Burrona – Vimodrone – Cascina Gobba – Crescenzago – Cimiano – Udine – Lambrate FS – Piola – Loreto – Caiazzo – Centrale FS – Gioia – Garibaldi FS – Moscova – Lanza – Cadorna FN – Sant’Ambrogio – Sant’Agostino – Porta Genova FS – Romolo – Famagosta – Abbiategrasso – Assago Milanofiori Nord – Assago Milanofiori Forum |